# Hali Flickinger
Hali Flickinger (ur. 7 lipca 1994 w Yorku) – amerykańska pływaczka specjalizująca się w stylu motylkowym, dowolnym i zmiennym, dwukrotna brązowa medalistka igrzysk olimpijskich i mistrzyni świata w sztafecie.

## Kariera
W 2016 roku podczas igrzysk olimpijskich w Rio de Janeiro zajęła siódme miejsce na dystansie 200 m stylem motylkowym, uzyskawszy czas 2:07,71 min.
Rok później, na mistrzostwach świata w Budapeszcie płynęła w wyścigu eliminacyjnym sztafet 4 × 200 m stylem dowolnym i otrzymała złoty medal, kiedy Amerykanki zwyciężyły w finale. W konkurencji 200 m stylem motylkowym była dziewiąta z czasem 2:07,89 min.
Podczas igrzysk olimpijskich w Tokio w 2021 roku zdobyła brązowy medal na dystansie 400 m stylem zmiennym (4:34,90). W konkurencji 200 m stylem motylkowym wywalczyła brąz, uzyskawszy czas 2:05,65.